# Museu de Belas Artes de Caracas

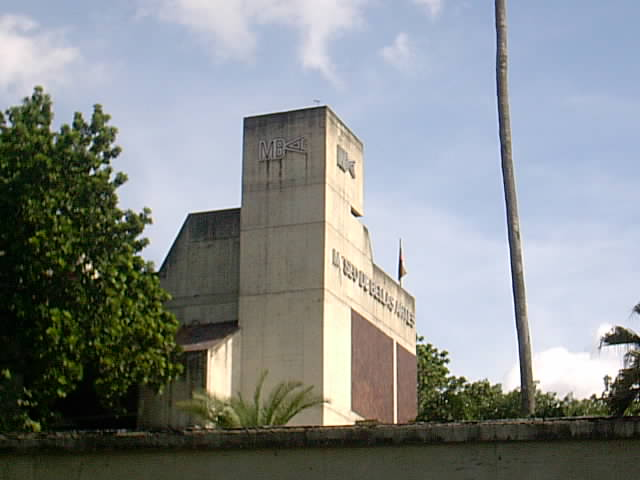
Vista parcial do Museu de Belas Artes de Caracas, no Parque Los Caobos.

O Museu de Belas Artes de Caracas (em espanhol, Museo de Bellas Artes de Caracas, MBA) é o mais antigo e um dos mais importantes museus de arte da Venezuela. Fundado em 1917, é uma instituição pública federal, subordinada à Fundação Museus Nacionais. Desde 1976, ocupa um edifício em estilo brutalista, projetado pelo arquiteto Carlos Raúl Villanueva, no Parque Los Caobos, na capital do país.
Único museu venezuelano dedicado à história da arte universal, o Museu de Belas Artes conserva um acervo diversificado, de aproximadamente 5000 obras, abrangendo desde peças arqueológicas do Antigo Egito até à arte contemporânea. Possui biblioteca e videoteca especializadas, mantém programa educacional e realiza exposições temporárias e eventos artísticos em geral. Na década de 1970, a seção de arte venezuelana do museu foi desmembrada, dando origem à atual Galeria de Arte Nacional.

## Histórico
O Museu de Belas Artes de Caracas foi criado por meio de decreto federal e inaugurado em 24 de julho de 1917, tornando-se a primeira instituição museológica venezuelana dedicada às artes visuais. Foi instalado, a princípio, em um espaço improvisado, localizado na Universidade Central da Venezuela, com uma coleção permanente de obras de artistas acadêmicos europeus e venezuelanos e dos paisagistas da virada do século XIX para o XX, transferidos do acervo do Museu Nacional (atual Museu de Ciências). Nos anos seguintes, o museu passaria por diversas instalações inadequadas, até ser transferido, em 1938, para um edifício em estilo neoclássico localizado no Parque Los Caobos, projetado pelo arquiteto Carlos Raúl Villanueva para abrigá-lo.

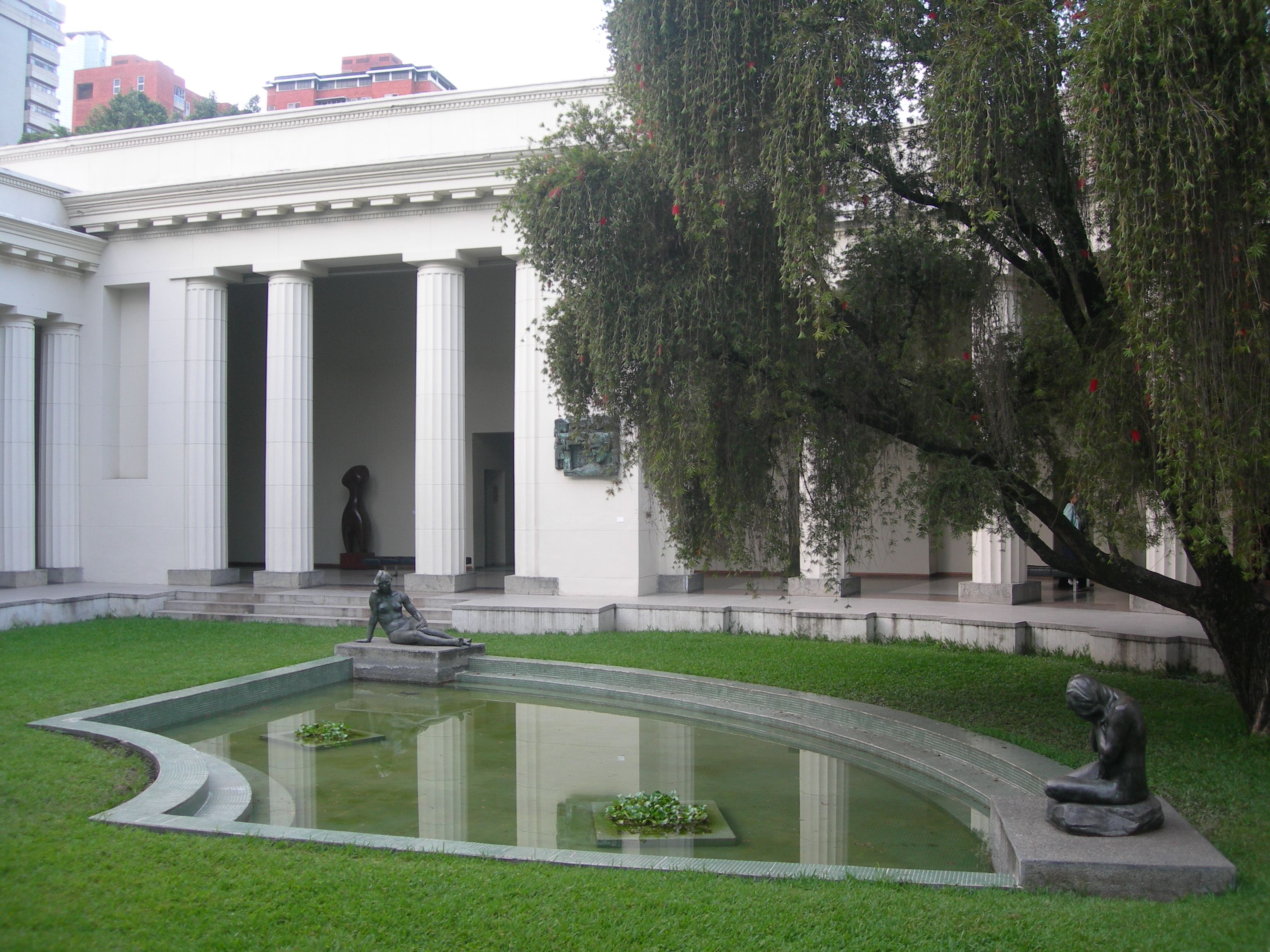
Pátio interno da antiga sede do Museu de Belas Artes.

A construção de uma sede própria daria ao museu condições de se estabelecer como um importante centro irradiador de cultura na capital venezuelana, organizando exposições de arte e sediando diversos eventos culturais. Dentre eles, a organização anual do Salão Oficial de Arte Venezuelana, criado nas dependências do museu em 1940, daria, ao lado da Escola de Artes Plásticas de Caracas, um vigoroso impulso aos pintores contemporâneos, contribuindo de forma decisiva à modernização da linguagem artística do país e à consolidação das correntes de vanguarda. O Departamento de Educação foi criado na década de 1950 e contaria com importantes nomes das artes plásticas venezuelanas em seu quadro docente.
Nas décadas seguintes, o acervo seria ampliado por meio de aquisições e doações. O perfil inicialmente acadêmico da coleção seria substancialmente modificado com a incorporação de obras modernistas premiadas nos salões de arte. Doações de vulto, como os conjuntos de porcelanas chinesas e europeias ofertados por Miguel Henrique Otero Vizcarrondo e por José Ramón Urbaneja (respectivamente em 1952 e 1954), e aquisições importantes, como a empreendida junto ao Metropolitan Museum of Art, em 1958, de um conjunto de peças arqueológicas do Antigo Egito, ajudam a redefinir o acervo do Museu de Belas Artes, aproximando-o da tipologia de museu de arte universal.
Na década de 1960, os esforços de complementar a coleção de pinturas europeias, de forma a oferecer uma visão mais consistente e abrangente da história da arte ocidental, esbarra na elevação dos preços de tais obras no mercado internacional, na forte concorrência estabelecida pelos museus europeus e norte-americanos e na escassez de recursos para a ampliação do acervo. Dessa forma, surge a ideia de complementar a coleção com desenhos e gravuras, de preços mais acessíveis. Em 1968, é criado o núcleo de obras sobre papel, que mais tarde, graças ao auxílio da colecionadora Josune Dorronsoro, passaria a incluir também fotografias.
Com o crescimento do acervo, surgiu a necessidade de ampliar as instalações. O mesmo arquiteto da sede original, Carlos Raúl Villanueva, foi então encarregado de projetar um anexo, a ser construído no setor leste dos jardins do museu. Villanueva concebeu uma estrutura vertical de cinco andares, em estilo brutalista, com terraço e jardim para exposição de esculturas a céu aberto. O anexo foi concluído em 1973.
No ano seguinte, o Instituto Nacional de Cultura e Belas Artes aprovou o projeto de criação da Galeria de Arte Nacional, com o objetivo de preservar e expor de forma unificada as coleções de arte venezuelana, do período colonial às manifestações artísticas mais recentes. Como não havia uma sede própria para a galeria, o governo venezuelano cedeu a antiga sede do Museu de Belas Artes, inaugurada em 1938, para abrigar a instituição. A coleção de arte venezuelana do museu também foi desmembrada para formar o acervo inicial da galeria.
O MBA passou então a ocupar apenas os espaços do anexo recém-construído. Com o desmembramento do núcleo de arte venezuelana, também redefiniu seu perfil museológico, tornando-se essencialmente um museu de arte internacional, com ênfase na produção artística latino-americana. Não obstante, manteve sua tradição de centro cultural de perfil didático, organizando, além das exposições permanentes e temporárias, programas de extensão comunitária, de formação museológica e projetos voltados ao público com necessidades especiais, além de publicar livros, revistas e catálogos especializados em arte.

## Edifício e jardim

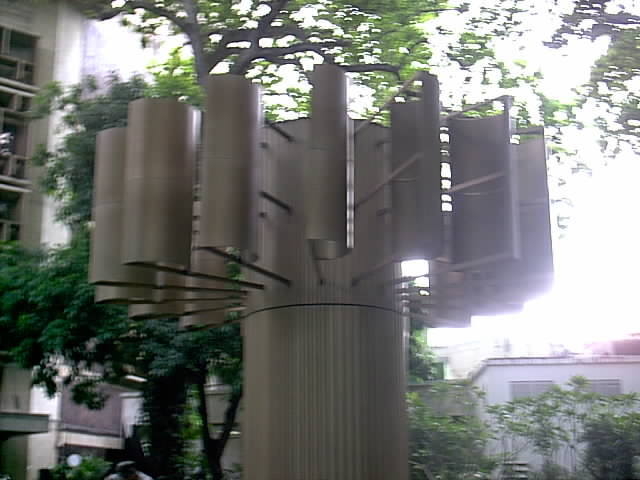
Obra de Alejandro Otero, no jardim de esculturas do Museu de Belas Artes.

O edifício atual do Museu de Belas Artes de Caracas é uma estrutura vertical de grande porte em estilo brutalista. Encontra-se dividido em cinco andares, conectados por meio de sete rampas cujo acesso é feito pelo hall de entrada. O último andar dá acesso a um terraço, de onde é possível avistar um amplo panorama do entorno urbano e algumas esculturas da coleção. Possui oito salas para exposições permanentes e três salas para exposições temporárias. A descida por meio de rampas faz alusão às antigas pirâmides andinas e em suas intersecções há vitrines onde são expostas as coleções arqueológicas do museu. Está equipado com auditório, biblioteca, videoteca, gabinete de fotografias, gravuras e desenhos e ateliês.
O jardim das esculturas possui 7700 metros quadrados, ao longo dos quais se encontram permanentemente expostas obras de Alexander Calder, Henry Moore, Jacques Lipchitz, Max Bill, Harry Abend, Alejandro Otero, Sérgio de Camargo, Luiz Camnitzer, Dan Grahan e Arnaldo Pomodoro, entre outros.

## Acervo

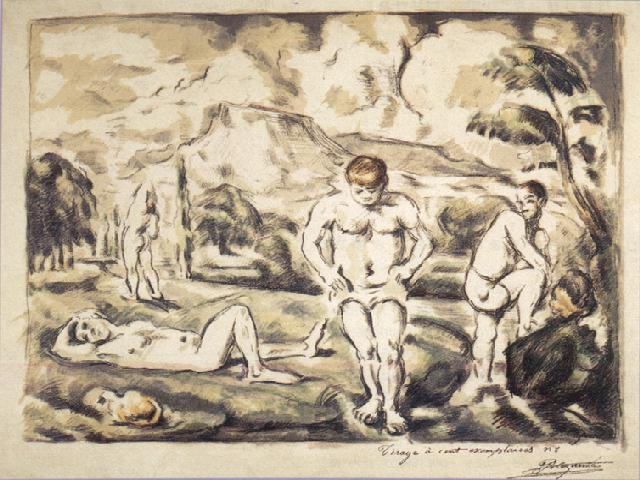
Banhistas, desenho de Paul Cézanne. Acervo do Museu de Belas Artes de Caracas.

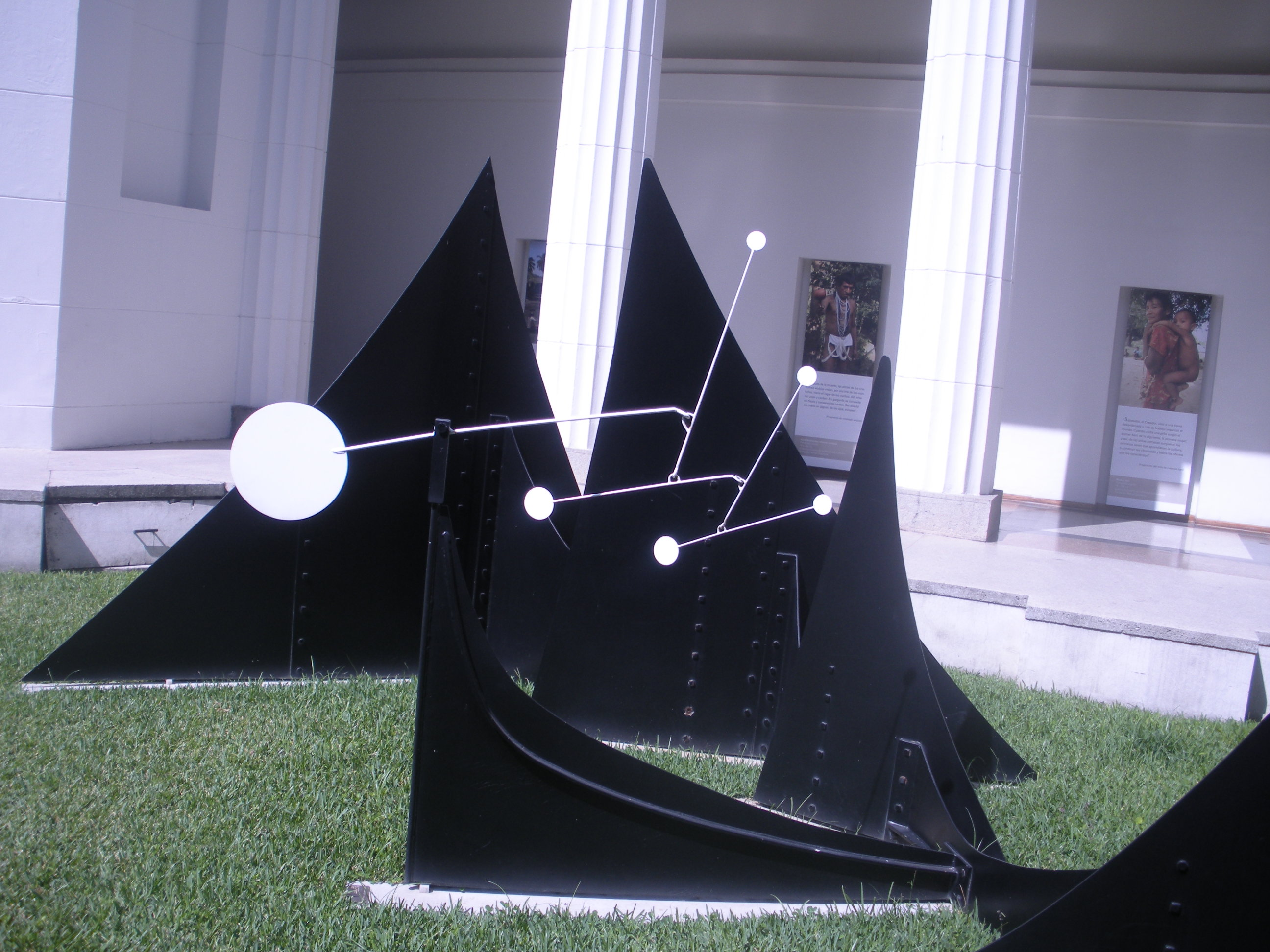
A cidade (1960). Obra de Alexander Calder. Acervo do Museu de Belas Artes de Caracas.

O Museu de Belas Artes de Caracas é o único museu venezuelano dedicado à história da arte universal. Possui uma coleção de aproximadamente 5000 obras, abrangendo desde peças arqueológicas do Antigo Egito até a arte contemporânea, com especial ênfase na produção artística latino-americana. A exposição permanente é dividida em nove núcleos: arte latino-americana, arte europeia medieval e moderna, arte contemporânea europeia e norte-americana, cubismo e tendências afins, cerâmica, Antigo Egito, desenhos, gravuras e fotografias.
O núcleo de arte europeia e norte-americana é composto, majoritariamente, por obras sobre papel (desenhos e gravuras), pinturas e esculturas (parte das quais expostas a céu aberto, no jardim do museu). Abrange obras de diversas escolas e tendências artísticas, datadas da Baixa Idade Média aos dias de hoje. Destacam-se Ramon de Mur, Albrecht Dürer, Frans Francken, Giovanni Battista Piranesi, Francisco de Goya, Pierre Puvis de Chavannes, Claude Monet, Paul Cézanne, Camille Pissarro, Aristide Maillol, Robert Delaunay, Umberto Boccioni, Paul Klee, Pablo Picasso, Jacques Lipchitz, Henry Moore, Max Bill e Alexander Calder, entre outros.
O museu possui um vasto núcleo de obras do modernismo e da arte contemporânea latino-americana, além de um conjunto de fotografias de autores do continente. Entre os artistas representados, encontram-se Pedro Figari, Joaquín Torres García, Rufino Tamayo, Wifredo Lam, Roberto Matta, Gego, Mario Carreño, José Clemente Orozco, Diego Rivera, Alejandro Otero, Manuel Álvarez Bravo, José Luis Cuevas, Julio Le Parc, Jesus Soto, Antonio Seguí, Sebastião Salgado, Claudio Perna e Gorka Dorronsoro.
A coleção de antiguidades egípcias, formada por 45 peças compradas do Metropolitan Museum of Art de Nova Iorque no ano de 1958, provém, em sua maioria, de antigas tumbas de faraós e altos mandatários do Antigo Egito. Possuem essencialmente caráter religioso-funerário (relevos, fragmentos, figuras funerárias), dando testemunho das práticas e ritos dessa civilização ao longo de um arco temporal de aproximadamente 2400 anos, entre o Império Antigo (c. 2686 a.C.) e a época greco-romana (c. 332 a.C.).
A coleção de cerâmicas chinesas e peças orientais, considerada uma das mais importantes e completas da América Latina, é composta por 724 obras, das quais 290 se encontram expostas permanentemente. Foi formada a partir da doação feita em 1952 por Miguel Henrique Otero Vizcarrondo e complementada pela doação póstuma de José Ramón Urbaneja, em 1954. A coleção permite observar o desenvolvimento da técnica da cerâmica chinesa a partir do século XIV e sua interação com os estilos europeus.

### Biblioteca e videoteca
A Biblioteca do Museu de Belas Artes de Caracas, fundada na década de 1950, é a mais antiga da Venezuela em seu gênero. Constitui um centro de informações e documentação especializado em artes visuais, que possui por finalidade facilitar o acesso a recursos bibliográficos a artistas, pesquisadores, professores, estudantes de ensino médio e superior e ao público em geral. Possui um acervo de 12.500 volumes, 10.000 catálogos de exposições de diversas instituições da Venezuela e de outros países e cerca de 200 títulos de periódicos. Presta serviços de orientação no campo das artes visuais e publica um boletim trimestral.
O museu também possui uma videoteca, formada a partir de uma coleção de vídeos doados pelo Museu Nacional Centro de Arte Reina Sofia, de Madri. Possui documentação audiovisual sobre artistas venezuelanos e de outros países, vídeos didáticos sobre artes visuais, museus e instituições culturais e diversos temas de âmbito cultural.